# Simulium batoense
Simulium batoense är en tvåvingeart som beskrevs av Edwards 1934. Simulium batoense ingår i släktet Simulium och familjen knott. Inga underarter finns listade i Catalogue of Life.